# Koninkrijk Litouwen (1918)
Het Koninkrijk Litouwen was een constitutionele monarchie die slechts enkele maanden bestond aan het einde van de Eerste Wereldoorlog toen Litouwen onder Duitse bezetting was. 
De Raad van Litouwen riep de onafhankelijkheid van Litouwen uit op 16 februari 1918. Duitsland erkende de onafhankelijkheid op 23 maart. Vier maanden later, op 4 juli besloot de raad om de kroon aan te bieden aan de Duitse hertog Willem van Urach, alhoewel dit een controversiële beslissing was. Hertog Willem aanvaardde de kroon op 13 juli en nam de naam Mindaugas II aan. Op 2 november, toen de nederlaag van de Duitsers in de oorlog duidelijk was, veranderde de Raad de grondwet en riep de republiek uit, waardoor de erg korte regeerperiode van Mindaugas beëindigd werd. 